# Svetlana Timoshinina
Pour les articles homonymes, voir Timochinina.
Cet article concerne une plongeuse russe. Pour la nageuse biélorusse, voir Svetlana Khokhlova.
Svetlana Alekseyevna Timoshinina, née Khokhlova (russe : Светлана Алексеевна Тимошинина) est une plongeuse russe née le 15 juillet 1973 à Moscou.
Aux Championnats du monde de natation, elle est médaillée d'argent en 2001 en plongeon synchronisé à 10 mètres et médaillée de bronze en 2003.
Aux Championnats d'Europe de natation, elle remporte le titre en plongeon à 10 mètres en 1993 et en 2000 et en plongeon synchronisé à 10 mètres en 1999. Elle est aussi médaillée de bronze en plongeon à 10 mètres en 1995 et en 1999 et médaillée de bronze en plongeon synchronisé à 10 mètres en 2000 et en 2002.
Elle participe aux Jeux olympiques d'été de 1996, 2000 et 2004.
Elle est la femme du plongeur Vladimir Timoshinin avec lequel elle a une fille Yulia.